# Березово (Пронский район)
Березово — село в Пронском районе Рязанской области, входит в состав Орловского сельского поселения.

## География
Село расположено в 12 км на север от центра поселения посёлка Орловский и в 15 км на северо-запад от райцентра рабочего посёлка Пронск. 

## История
В платежных книгах 1628 и 1629 годов Березово в качестве села упоминается в числе вотчин Каменского стана, розданных по указу царя Михаила Федоровича, и значилось за князем Андреем Андреевичем Голицыным. В 1683 году оно было записано за боярином князем Михаилом Андреевичем Голицыным. Находившаяся в Березове церковь в окладных книгах 1676 года именовалась Никольской. В Березове деревянная церковь того же наименования построена была в 1775 году князем Сергеем Михайловичем Голицыным.  
В XIX — начале XX века село являлось центром Березовской волости Пронского уезда Рязанской губернии. В 1906 году в селе было 80 дворов. 
С 1929 года село являлось центром Березовского сельсовета Пронского района Рязанского округа Московской области, с 1937 года — в составе Рязанской области, с 2005 года — в составе Орловского сельского поселения.

## Население
| 1859 | 1897 | 1906 | 2010 |
| ---- | ---- | ---- | ---- |
| 429  | ↗538 | ↗552 | ↘242 |